# Comuna Alexandru Vlahuță, Vaslui
Alexandru Vlahuță este o comună în județul Vaslui, Moldova, România, formată din satele Alexandru Vlahuță (reședința), Buda, Ghicani și Morăreni.

## Așezare
Comuna se află în partea de sud a județului, la o distanță de 24 km de orașul Bârlad, la o distanță de 60 km de orașul Vaslui și la o distanță de 80 km de orașul Huși. De asemenea, comuna se află la o distanță de 23 de km, de DE185, și este tranversată și de DJ245, reabilitat prin fonduri europene.

## Demografie
Componența etnică a comunei Alexandru Vlahuță
     Români (91,3%)
     Alte etnii (0%)
     Necunoscută (8,7%)
Componența confesională a comunei Alexandru Vlahuță
     Ortodocși (89,72%)
     Penticostali (1,05%)
     Alte religii (0,38%)
     Necunoscută (8,85%)
Conform recensământului efectuat în 2021, populația comunei Alexandru Vlahuță se ridică la 1.333 de locuitori, în scădere față de recensământul anterior din 2011, când fuseseră înregistrați 1.550 de locuitori. Majoritatea locuitorilor sunt români (91,3%), iar pentru 8,7% nu se cunoaște apartenența etnică. Din punct de vedere confesional, majoritatea locuitorilor sunt ortodocși (89,72%), cu o minoritate de penticostali (1,05%), iar pentru 8,85% nu se cunoaște apartenența confesională.

## Istorie
La sfârșitul secolului al XIX-lea, comuna nu exista, iar satele comunei (Alexandru Vlahuță (Pleșești), Buda și Pătrășcani), formau comuna Buda, pe teritoriul plășii Simila din județul Tutova. Comuna avea o populație de 238 de locuitori și exista aici o școală mixtă și o biserică. În 1925, comuna Buda este consemnată de Anuarul Socec, în aceiași plasă, cu aceiași structură, și cu o populație de 722 de locuitori.
Între anii 1929-1931, comuna Buda a fost desființată, iar satele ei au fost incluse în fosta comună Petru Rareș. În anul 1956, satul Pleșești a primit numele de Alexandru Vlahuță, care a contopit și satul Pătrășcani, formând comuna cu aceiași nume, împreună cu satul Buda, primind între timp și satul Ghicani (anterior în comuna Ibănești). Între perioada 1950-1968, comuna era parte a raionului Bârlad din regiunea Iași.
În anul 1968, comuna a revenit la județul Vaslui, preluând și satele comunei Ibănești. Comuna Ibănești se reînființează în anul 2003, iar de atunci, comuna Alexandru Vlahuță are actuala structură.

## Politică și administrație
Comuna Alexandru Vlahuță este administrată de un primar și un consiliu local compus din 9 consilieri. Primarul, Dănuț Cojocaru[*], de la Partidul Social Democrat, este în funcție din 2008. Începând cu alegerile locale din 2024, consiliul local are următoarea componență pe partide politice:
|  | Partid                          | Consilieri | Componența Consiliului | Componența Consiliului | Componența Consiliului | Componența Consiliului | Componența Consiliului | Componența Consiliului |
|  | ------------------------------- | ---------- | ---------------------- | ---------------------- | ---------------------- | ---------------------- | ---------------------- | ---------------------- |
|  | Partidul Social Democrat        | 6          |                        |                        |                        |                        |                        |                        |
|  | Alianța pentru Unirea Românilor | 3          |                        |                        |                        |                        |                        |                        |